# Maresquel-Ecquemicourt
Maresquel-Ecquemicourt är en kommun i departementet Pas-de-Calais i regionen Hauts-de-France i norra Frankrike. Kommunen ligger i kantonen Campagne-lès-Hesdin som tillhör arrondissementet Montreuil. År 2022 hade Maresquel-Ecquemicourt 1 054 invånare.

## Befolkningsutveckling
Antalet invånare i kommunen Maresquel-Ecquemicourt
| Referens: INSEE |